# Ligamentum transversum scapulae

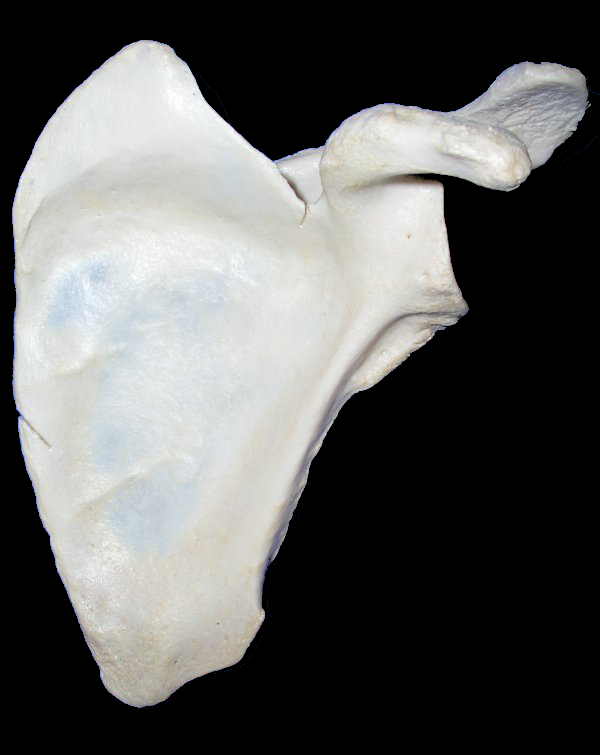
Schouderblad van voren bekeken. Het ravenbekuitsteeksel (lat: processus coracoides) is het voorste uitsteeksel. Hierachter is het acromion gelegen. De incisura scapulae is zichtbaar links naast het ravenbeekuitsteeksel aan de bovenzijde van de scapularand.

Het ligamentum transversum scapulae is een ligament dat over het incisura scapulae gespannen is. De incisura scapulae is een instulping in de bovenrand van het schouderblad. Deze instulping, samen met het ligamentum transversum scapulae vormt een opening, het foramen suprascapulare. De nervus suprascapularis verloopt onder dit ligament doorheen het foramen suprascapulare. De arteria suprascapularis en vena suprascapularis verlopen net boven het ligamentum transversum scapulae.

## Suprascapulaire compressie
De nervus suprascapularis kan bekneld raken in het foramen suprascapulare. Dit levert een branderige pijn op aan de achterzijde en voorzijde van het schouderblad. Verder is er uitstraling van de pijn in de bovenarm.